# Лікаревська сільська рада
Лі́каревська сільська рада (рос. Лекаревский сельский совет) — сільське поселення у складі Асекеєвського району Оренбурзької області Росії.
Адміністративний центр — село Лікаревка.

## Населення
Населення — 643 особи (2019; 775 в 2010, 1018 у 2002).

## Склад
До складу сільської ради входять:
| Населений пункт          | Населення, осіб (2002) | Населення, осіб (2010) |
| ------------------------ | ---------------------- | ---------------------- |
| Золотий Родник, присілок | 240                    | 150                    |
| Лікаревка, село          | 475                    | 399                    |
| Петровка, присілок       | 244                    | 185                    |
| Ручейок, селище          | 59                     | 41                     |